# Municipio Uracoa
Uracoa es uno de los municipios que conforman el Estado Monagas en la región oriental de Venezuela. Su capital es la población de Uracoa. Tiene una superficie de 1187 kilómetros cuadrados (458,3 mi²). Según estimaciones del Instituto Nacional de Estadística de Venezuela (INE) para 2010 su población es de 11 929 habitantes.

## Historia
La población de Uracoa fue fundada en el año 1784 por el fraile capuchino Fray José de Manzanera, como parte del proceso de evangelización y asentamiento en el sur del actual Estado Monagas. Originalmente constituida como distrito, la localidad mantuvo durante décadas una dependencia administrativa del Municipio Sotillo.
Tras un prolongado proceso de gestiones y movilización comunitaria, Uracoa logró recuperar su autonomía municipal el 21 de junio de 1994, fecha en la que fue constituido oficialmente como municipio Uracoa, con capital en la población homónima. Aunque la oficialización legal de la autonomía se decretó posteriormente, el 27 de septiembre de 1994, los habitantes de Uracoa celebran tradicionalmente el 21 de junio como la fecha simbólica y conmemorativa de su emancipación administrativa.
Uno de los principales impulsores de este proceso fue Juan José Febres Cordero, reconocido por su liderazgo en la lucha por la autonomía y por su papel en la consolidación institucional del nuevo municipio.
Para el 10 de diciembre de 2017, se realizaron elecciones municipales, donde resultando electa Mary Carmen Gascón, para el periodo 2017-2021. Después de realizarse elecciones primarias por el PSUV, fue anunciado a Gascón como candidata a la alcaldía del municipio Uracoa para noviembre de 2021. En las elecciones por la alcaldía del municipio para el periodo 2021-2025 resultó ganadora Evelin Martínez.
A principios de enero de 2023, Mirna Medrano fue electa presidenta del Consejo Municipal de Uracoa.
En junio de 2024, Evelin Martínez propone la creación de parroquias para el municipio ante el Consejo Legislativo Socialista del Estado Monagas (CLSEM). El 27 de julio de 2025, es reelecta Evelin Martínez como alcalde del municipio.
A finales de julio de 2025, se inaugura el núcleo Alma Llanera del Sistema Nacional de Orquestas.

## Geografía

### Límites
Según la Gaceta Oficial del Estado Monagas, Reforma Parcial de la Ley de División Político Territorial del Estado Monagas, de fecha 29 de julio de 1998, los límites del Municipio Uracoa son los siguientes: Por el Norte, con el Municipio Libertador, linda con el río Tabasca desde la desembocadura del morichal El Isleño, aguas abajo hasta su confluencia con el río Uracoa y por el este, aguas abajo hasta la desembocadura en el caño Mánamo, por el que sigue lindando con el Estado Delta Amacuro, aguas arriba hasta la punta de la Paloma frente a Tucupita; por el Este, con el Estado Delta Amacuro, el caño Mánamo desde la punta de la Paloma, aguas arriba hasta llegar a La Punta en la Isla de Coporito; por el Sur, el lindero comprendido entre La Punta en la Isla de Coporito, continuando en línea recta hasta llegar al punto de ordenadas Latitud Norte 8°50′43 y Longitud Oeste 62°16′15″ en Punta de Ventorrillo, desde este punto sigue en línea recta hasta llegar a la naciente de la quebrada La Dominga, limitando desde aquí con el límite Este de la parroquia Los Barrancos de Fajardo en línea recta hasta un punto en el río Uracoa de coordenadas Latitud Norte 8°46′30″ y Longitud 62°29′ de este punto se continúa aguas arriba el río Uracoa hasta la desembocadura del morichal Cachimbo; por el Oeste, con el límite Este del municipio Libertador comprendido desde la desembocadura del morichal Cachimbo en el río Uracoa hasta el río Tabasca en la boca del morichal El Isleño, punto de partida.

### Clima
Las unidades fisiográficas características de este municipio son: el paisaje de Mesa Llana y Planicie Deltaica. Presenta una temperatura promedio anual de 27,1 °C y las precipitaciones alcanzan 1.440 mm promedio anual. Su más importante recurso hídrico es el río Uracoa.

### Comunidades y zonas
Actualmente, el Municipio Uracoa cuenta con (29) Comunidades, las cuales son: 
- Los Dos Puentes
- Camorra
- Los Pilones
- Paso Real
- El Retoño
- Santa Clara
- San Joaquín
- Las Brisas
- Luis Rodríguez
- San Carlos Borromeo
- Lomas del Viento
- Punta de Barquis
- El Caimán
- Paso Nuevo
- Las Piedritas
- San Francisco
- San Félix De Uracoa
- Varadero De Mánamo
- El Chispero
- Chaguaramas del Bombal
- El Mango de Guara
- El Chorro de Guara
- El Pulguar
- Paloma de Chamberí
- San Carlos de Uracoa
- Aguas Dulce
- Bajo Grande
- Guarita
- Boca de Guara

## Población y ordenamiento

### Demografía
Según el Instituto Nacional de Estadísticas de Venezuela, en el censo nacional de población realizado en 2011, el municipio Uracoa presenta una población de 9625 personas.
Este municipio no posee división parroquial.

## Infraestructura

### Servicios públicos
El servicio de electricidad está a cargo de Corpoelec Uracoa y la dirección general de la Alcaldía. La empresa CANTV ofrece servicios de telecomunicaciones en los sectores Lomas del Viento y centro de Uracoa.

## Economía

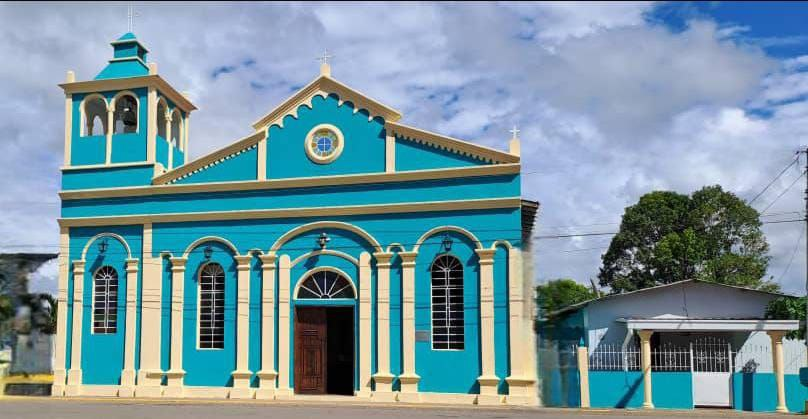
Iglesia San Carlos Borromeo

Se basa principalmente en la ganadería extensiva, también se cría de cerdo, pollo, y gallinas ponedoras. con pequeñas áreas de uso forestal (pino Caribe) o de cultivos como el sorgo, maíz y patilla. Complementarias a las explotaciones ganaderas, destacan conucos de maíz, yuca, frijol, caraota, ocumo chino, arroz, entre otros. En los sitios con mejor drenados se siembra: piña, apio, coco, cítricos y otros. 
De igual forma, se elaboran productos como el casabe, queso paisa, aceite elaborado con cundeamor.
En los últimos años en el municipio se ha incrementado la actividad petrolera y gasífer.

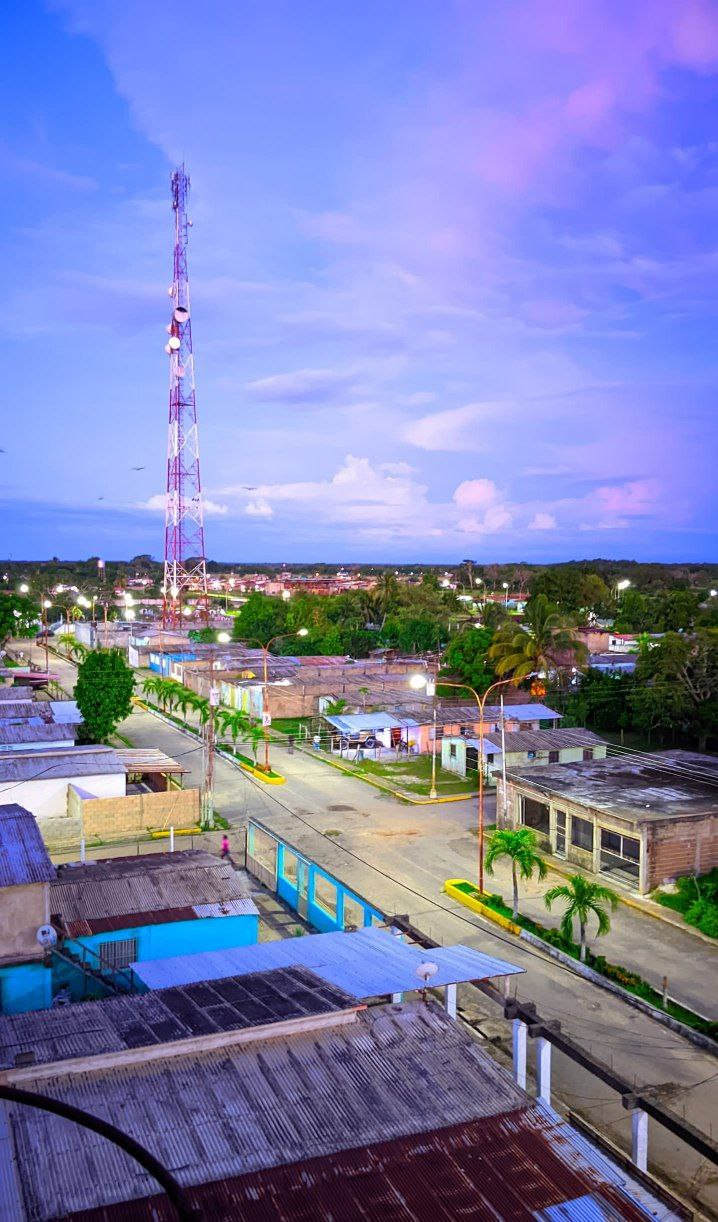
Vista aerea del Casco Central de Uracoa

### Turismo

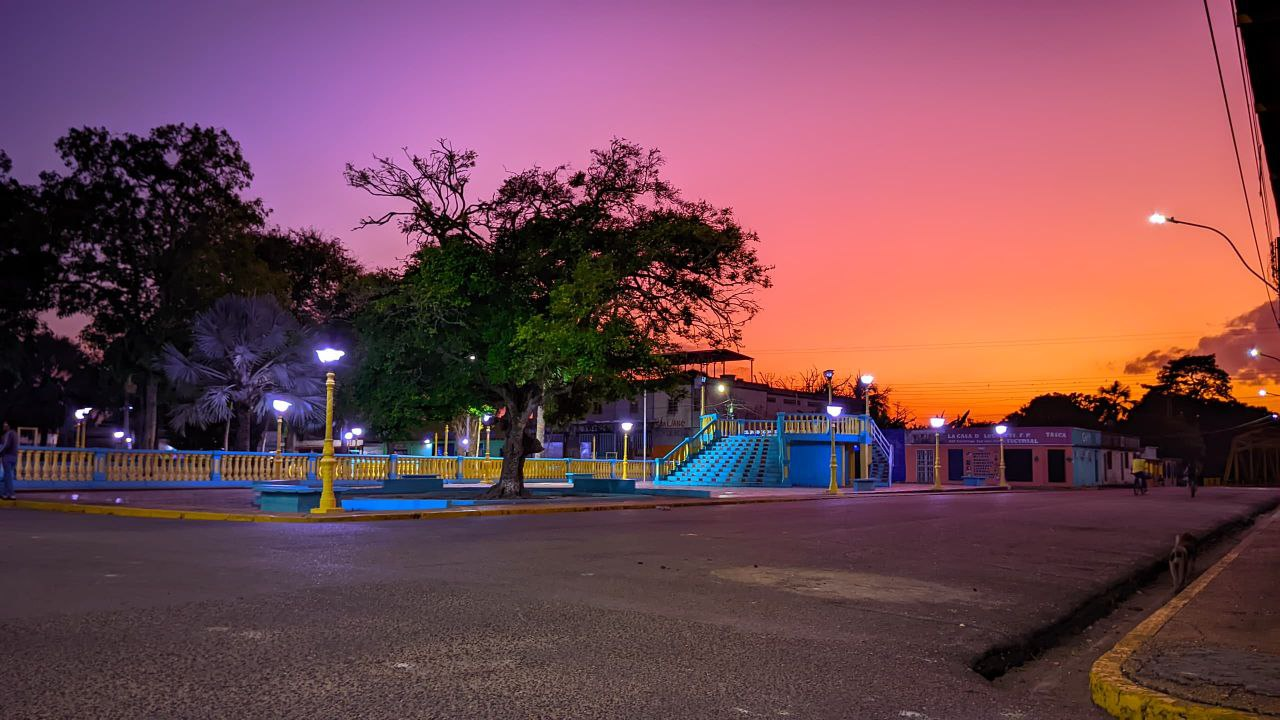
Atardecer Plaza Bolivar de Uracoa

El municipio cuenta con diversos balnearios para la recreación y disfrute de los diferentes ríos que se encuentran en municipio, estos son El Samán y Macuto.

## Educación
El municipio cuenta con varias instituciones educativas públicas, que dan formación a los diferentes niveles, desde la educación inicial, básica y media general hasta el bachillerato o diversificado.
La institución más conocida es la Escuela Luis Beltrán Prieto Figueroa, fundada el 10 de junio de 2003.

## Cultura

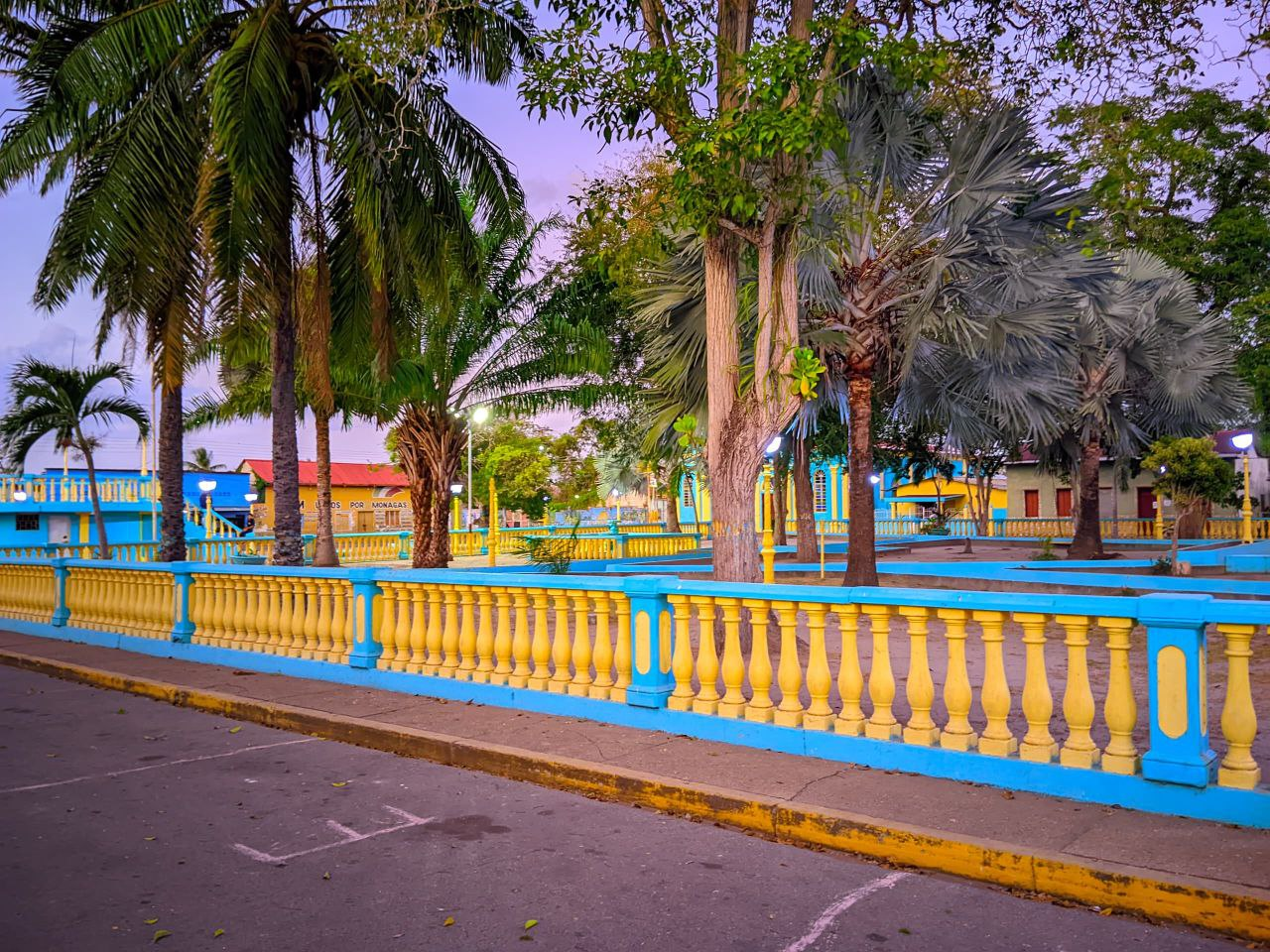
Plaza Bolivar de Uracoa

### Festividades
- Carnavales entre febrero y marzo,[17]que se realiza en la avenida Chaimas, hasta la plaza Bolívar.[18]

- Las fiestas patronales en honor a San Carlos Borromeo, del 02 al 6 de noviembre.

### Gastronomía
La gastronomía está representada por distintos platos típicos y variados dulces:
En la región sur del Estado Monagas, por ser un sector en su mayoría agrícola y ganadero, los platos gastronómicos que resaltan; La Carne en vara, que consiste en colocar trozos de carne, condimentados con sal y pimienta, en varas de madera, tipo lanzas y son cocinados en brazas o carbón. El plato es acompañado ensalada de tomate, cebolla y repollo o con casabe o yuca hervida.
Otro plato representativo es el Tronco de yuca, mezcla hecha a base de huevo revuelto con carne molida guisada, harina de trigo y yuca.
Como bebida importante del municipio y del sur de Monagas, está el ron de ponsigué, es una bebida alcohólica.
Un dulce que es importante en la región es el Majarete, plato hecho a base de papelón y algunas especies como canela, se presenta en estado líquido muy espeso. También está el dulce Churrucho.

## Personalidades
- Mateo Manaure (artista plástico)
- Jesús Rafael Zambrano (Político)

## Lugares de interés
- La Ceiba del Libertador, es conocido debido a la visita que recibiera del libertador Simón Bolívar el 15 de agosto de 1817, el cual acampó bajo una ceiba que aún se conserva en su tercer retoño en la plaza que lleva su nombre, allí sobre la misma tierra donde Bolívar redactó una nota.

- El Obelisco de Uracoa.
- Malecón de Uracoa

## Política y Gobierno

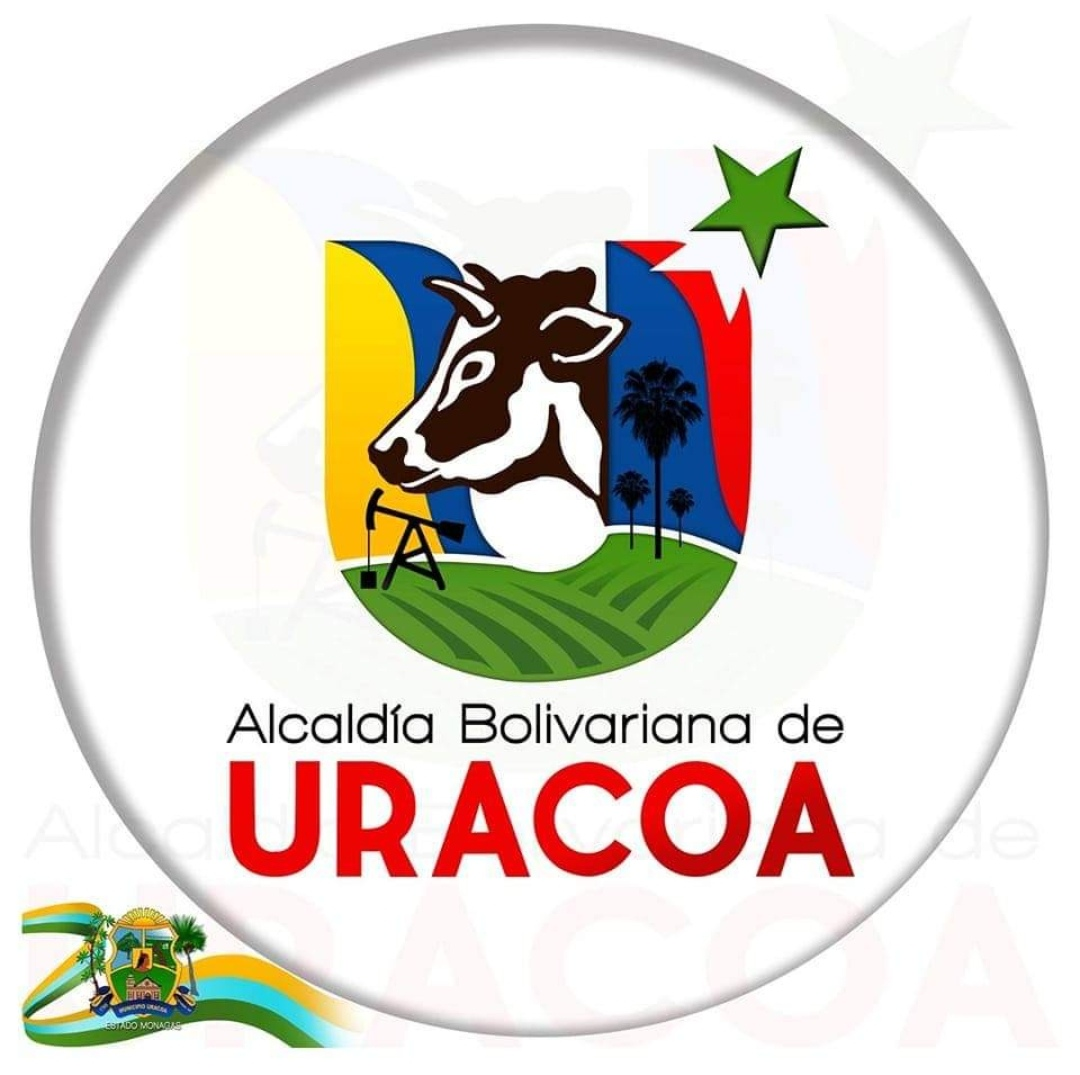
Logo de la Alcaldía.

### Alcaldes
| Período     | Alcalde               | Partido político / Alianza | % de votos | Notas |
| ----------- | --------------------- | -------------------------- | ---------- | --- |
| 1995 - 2000 | Luis Rodríguez Vicuña | COPEI                      | -          | Primer alcalde bajo elecciones directas (se realizaron elecciones generales adelantadas en el 2000 debido a la aprobación de la Constitución de 1999) |
| 2000 - 2004 | Luis Rodríguez Vicuña | UPU                        | 64,84      | Reelecto |
| 2004 - 2008 | Luis Rodríguez Vicuña |                            | 66,70      | Reelecto |
| 2008 - 2013 | Luis Vicuña           |                            | 50,55      | Segundo alcalde bajo elecciones directas (se postergan 1 año las elecciones municipales pautadas para finales del 2012)                               |
| 2013 - 2017 | Luis Rodríguez Vicuña |                            | 39,05      | Tercer alcalde bajo elecciones directas |
| 2017 - 2021 | Mary Carmen Gascon    | PSUV                       | 69,77      | Cuarto alcalde bajo elecciones directas |
| 2021 - 2025 | Evelin Martínez       |                            | 55,72      | Quinto alcalde bajo elecciones directas |

### Concejo municipal
Período 1995 - 2000[cita requerida]
| Concejales:      | Partido político / Alianza |
| ---------------- | -------------------------- |
| Felix Sifontes   | AD                         |
| Andres Ayala     | AD                         |
| Alida de Machado | AD                         |
| Elias Mata       | COPEI                      |
| Cesar Zambrano   | MAS                        |

Período 2000 - 2005 [cita requerida]
| Concejales:      | Partido político / Alianza |
| ---------------- | -------------------------- |
| Elias Mata       | UPU                        |
| Cesar Zambrano   | UPU                        |
| Jaime Soto       | UPU                        |
| Eudez Zambrano   | AD                         |
| Youdet Fernández | (Representación indígena)  |

Período 2005 - 2013 [cita requerida]
| Concejales:      | Partido político / Alianza |
| ---------------- | -------------------------- |
| Elias Mata       | UPEM                       |
| Cesar Zambrano   | UPEM                       |
| Jesus Sifontes   | UPEM                       |
| Eudez Zambrano   | AD                         |
| Yaudet Fernández | (Representación indígena)  |

Período 2013 - 2018:
| Concejales     | Partido político / Alianza |
| -------------- | -------------------------- |
| Yoel Lira      | UPEM                       |
| Juan Farfan    | UPEM                       |
| Luis Martínez  | UPEM                       |
| Julio Zanbrano | PSUV                       |
| Rosa González  | (Representacion Indígena)  |

Período 2018 - 2021
| Concejales     | Partido político / Alianza |
| -------------- | -------------------------- |
| Betty Martinez | PSUV                       |
| Luis Villalba  | PSUV                       |
| Oscar Palma    | PSUV                       |
| Grisman Brito  | PSUV                       |
| Gladis Ramirez | (Representación Indígena)  |

Período 2021 - 2025
| Concejales        | Partido político / Alianza |
| ----------------- | -------------------------- |
| Luis Rodríguez    | UPEM                       |
| Marivelis Barreto | UPEM                       |
| Rolando Guzmán    | PSUV                       |
| Mirna Medrano     | PSUV                       |
| Felisismo Cardona | (Representación Indígena)  |